# Creoleon mortifer
Creoleon mortifer is een insect uit de familie van de mierenleeuwen (Myrmeleontidae), die tot de orde netvleugeligen (Neuroptera) behoort. 
Creoleon mortifer is voor het eerst wetenschappelijk beschreven door Walker in 1853.